# Somme
För andra betydelser, se Somme (olika betydelser).

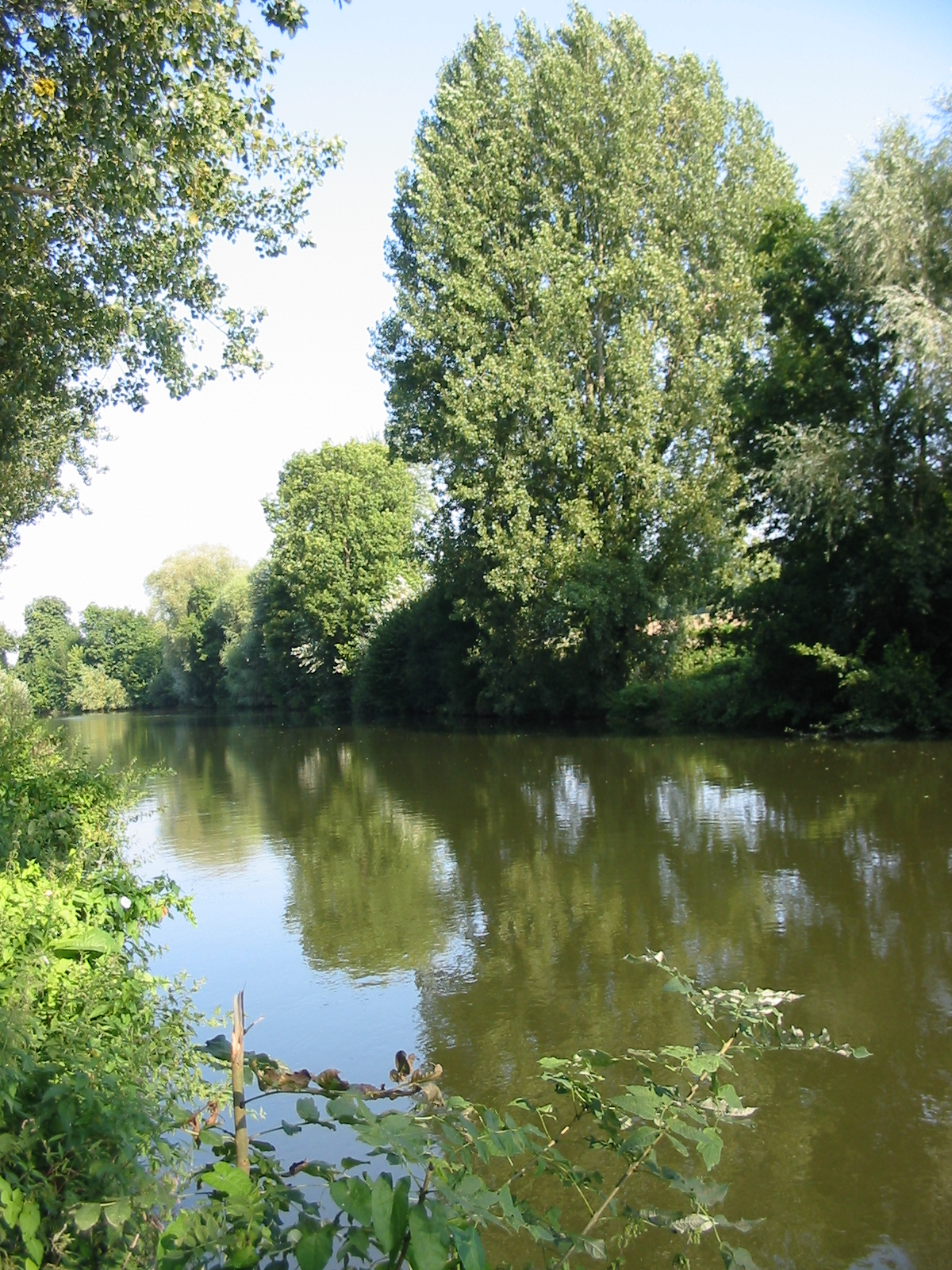
Floden Somme

Somme (latin: Samara) är en flod i norra Frankrike, som fått ge namn åt departementet Somme. Floden avvattnar ett 6 550 km² stort område och är 245 km lång. Den rinner huvudsakligen åt nordväst och mynnar i Engelska kanalen inte så långt efter att ha passerat staden Abbeville. Floden har ett delvis meandrande lopp. Medelflödet nära mynningen är 35 m³/s. Den största staden som floden rinner igenom är Amiens.
Under romartiden kallades floden Samara, vilket kommer från de galliska orden som ('lugn') och aar ('flod') eller ar ('dal'). Namnet Somme tros sedan ha utvecklats ur Samara.